# Tirrena-Adriàtica 1974
La Tirrena-Adriàtica 1974 va ser la 9a edició de la Tirrena-Adriàtica. La cursa es va disputar en cinc etapes entre el 12 i el 16 de març de 1974, amb un recorregut final de 780 km.
El vencedor de la cursa, per tercer any consecutiu, fou el belga Roger de Vlaeminck (Brooklyn), que s'imposà en la general al noruec Knut Knudsen (Jolly Ceramica) i l'italià Simone Fraccaro (Filcas).

## Etapes
| Etapa | Data       | Recorregut                            | Km    | Vencedor d'etapa          | Líder de la general      |
| ----- | ---------- | ------------------------------------- | ----- | ------------------------- | ------------------------ |
| 1a    | 12 de març | Santa Marinella - Fiuggi              | 187,0 | Walter Planckaert (BEL)   | Walter Planckaert (BEL)  |
| 2a    | 13 de març | Frosinone - Pescasseroli              | 151,0 | Italo Zilioli (ITA)       | Italo Zilioli (ITA)      |
| 3a    | 14 de març | Pescasseroli - Tortoreto              | 210,0 | Sigfrido Fontanelli (ITA) | Italo Zilioli (ITA)      |
| 4a    | 15 de març | S.B del Tronto - Civitanova Marche    | 214,0 | Franco Bitossi (ITA)      | Italo Zilioli (ITA)      |
| 5a    | 16 de març | S.B del Tronto - S.B del Tronto (CRI) | 18,0  | Roger de Vlaeminck (BEL)  | Roger de Vlaeminck (BEL) |

## Classificació general
|    | Ciclista                 | Equip              | Temps       |
| -- | ------------------------ | ------------------ | ----------- |
| 1  | Roger de Vlaeminck (BEL) | Brooklyn           | 20h 18' 09" |
| 2  | Knut Knudsen (NOR)       | Jolly Ceramica     | + 53"       |
| 3  | Simone Fraccaro (ITA)    | Filcas             | + 1' 07"    |
| 4  | Josef Fuchs (SUI)        | Filotex            | + 1' 08"    |
| 5  | Francesco Moser (ITA)    | Filotex            | + 1' 15"    |
| 6  | Freddy Maertens (BEL)    | Carpenter-Flandria | + 1' 18"    |
| 7  | Ole Ritter (DEN)         | Filotex            | + 1' 20"    |
| 8  | Franco Bitossi (ITA)     | Scic               | + 1' 22"    |
| 9  | Frans Verbeeck (BEL)     | Watney-Maes        | + 1' 32"    |
| 10 | Walter Planckaert (BEL)  | Watney-Maes        | + 1' 32"    |